# Operai, contadini
Operai, contadini è un film del 2001 diretto da Jean-Marie Straub e Danièle Huillet.

## Trama
Nel secondo dopoguerra, un gruppo di sfollati decide di fermarsi in un villaggio semidistrutto incominciando a sminare il terreno e a ricostruire le case e a coltivare i campi.